# Calle Ancha
La calle Ancha es la principal arteria turística histórica del centro de la ciudad española de Albacete. Conformada por las calles Tesifonte Gallego al sur y Marqués de Molins al norte, se extiende entre las plazas de Gabriel Lodares y del Altozano sobre 600 metros. 
Es una de las vías más comerciales y con mayor tránsito urbano de la capital, elegantemente peatonalizada en mitad de su recorrido, considerada la milla de oro y la calle más cara de Castilla-La Mancha y una de las más caras de España.

## Historia

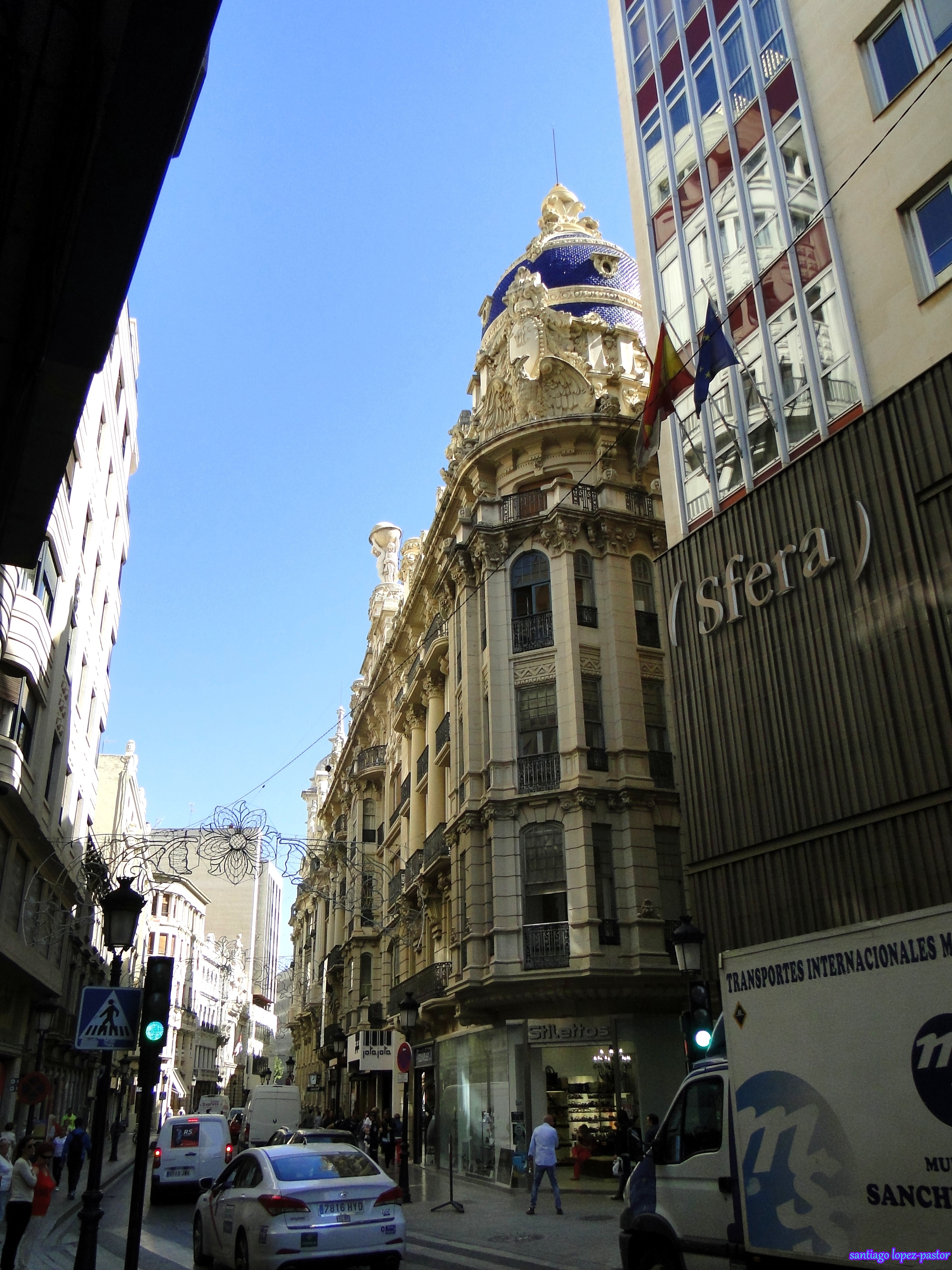
Vista de la calle Ancha

La calle se construyó sobre el lecho fluvial Río Piojo, motivo por el cual, en 1816, recibió la denominación de Río Piojo durante sus primeros años de vida. 
Posteriormente cambió su nombre por el de callejón de Agraz y de Suárez hasta 1854, cuando se denominó Val General. Durante esos años se trataba de una vía sin aceras ni asfalto. 
En honor a uno de los albaceteños más ilustres, Mariano de las Mercedes Roca de Togores y Carrasco, la vía se denominó Marqués de Molins en su primer tramo el 23 de septiembre de 1903. 
El segundo tramo de la vía quedó completamente finalizado en 1911, desde la calle Mayor hasta el parque Abelardo Sánchez, y recibió el nombre de Tesifonte Gallego, periodista y escritor autor de  obras como Cuba por fuera y director general de Agricultura del Gobierno de Canalejas, cuyo trabajo supuso un gran impulso para la ciudad. 
El boom económico posterior a la Primera Guerra Mundial permitió el gran desarrollo de la calle, con espectaculares edificios de gran belleza arquitectónica, convirtiéndose en una calle de lujo. 
Pese a que no es una calle demasiado ancha, recibe su nombre actual porque cuando se construyó las demás calles de su entorno eran más estrechas.
En 2022 la arteria central pasó a ser peatonal en su recorrido desde la calle Tinte hasta la plaza del Altozano constituyendo la almendra central de la ciudad.

## Lugares de interés

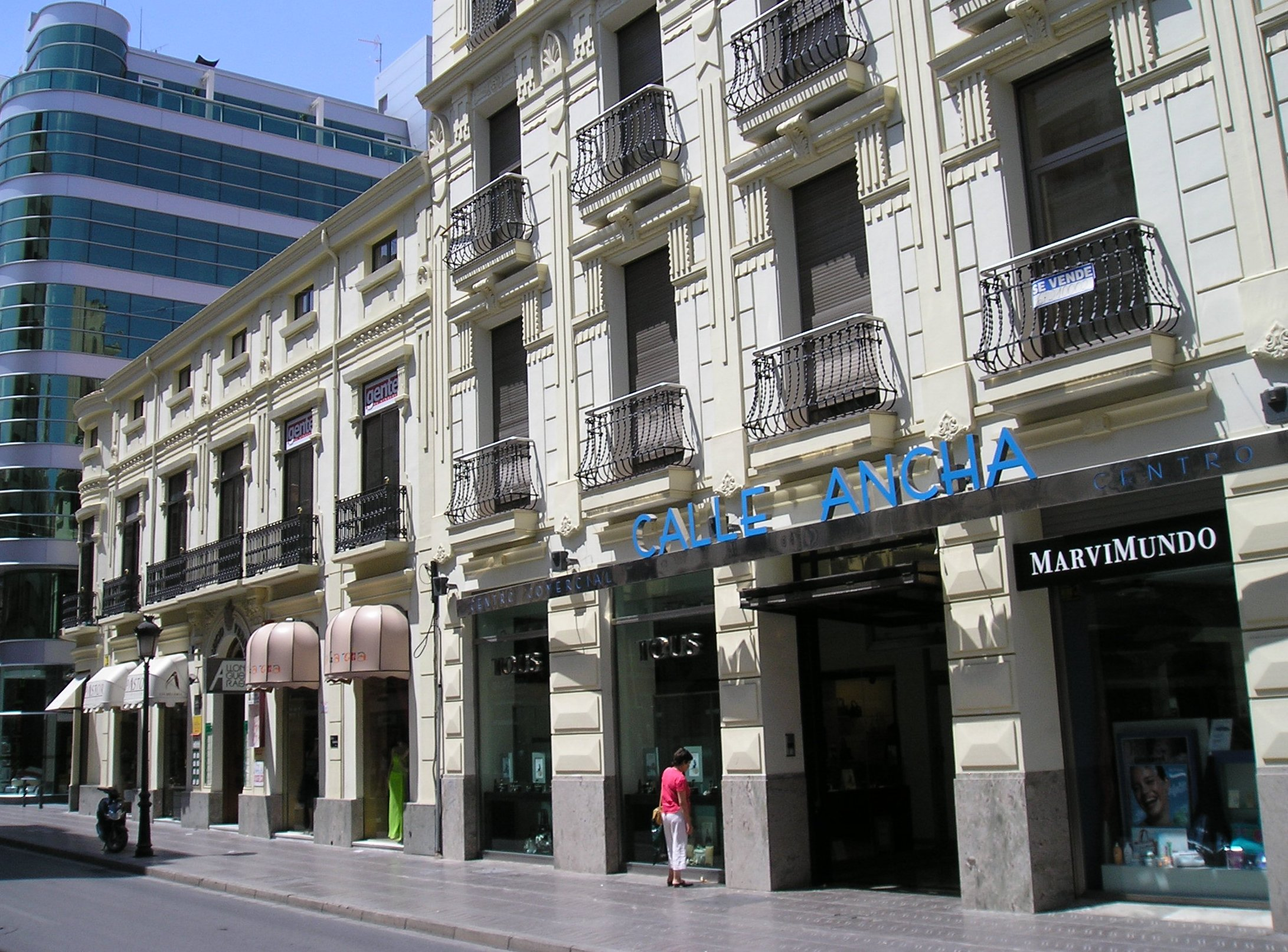
Entrada del Centro Comercial Calle Ancha desde la calle Tesifonte Gallego, conocida como la milla de oro de Albacete

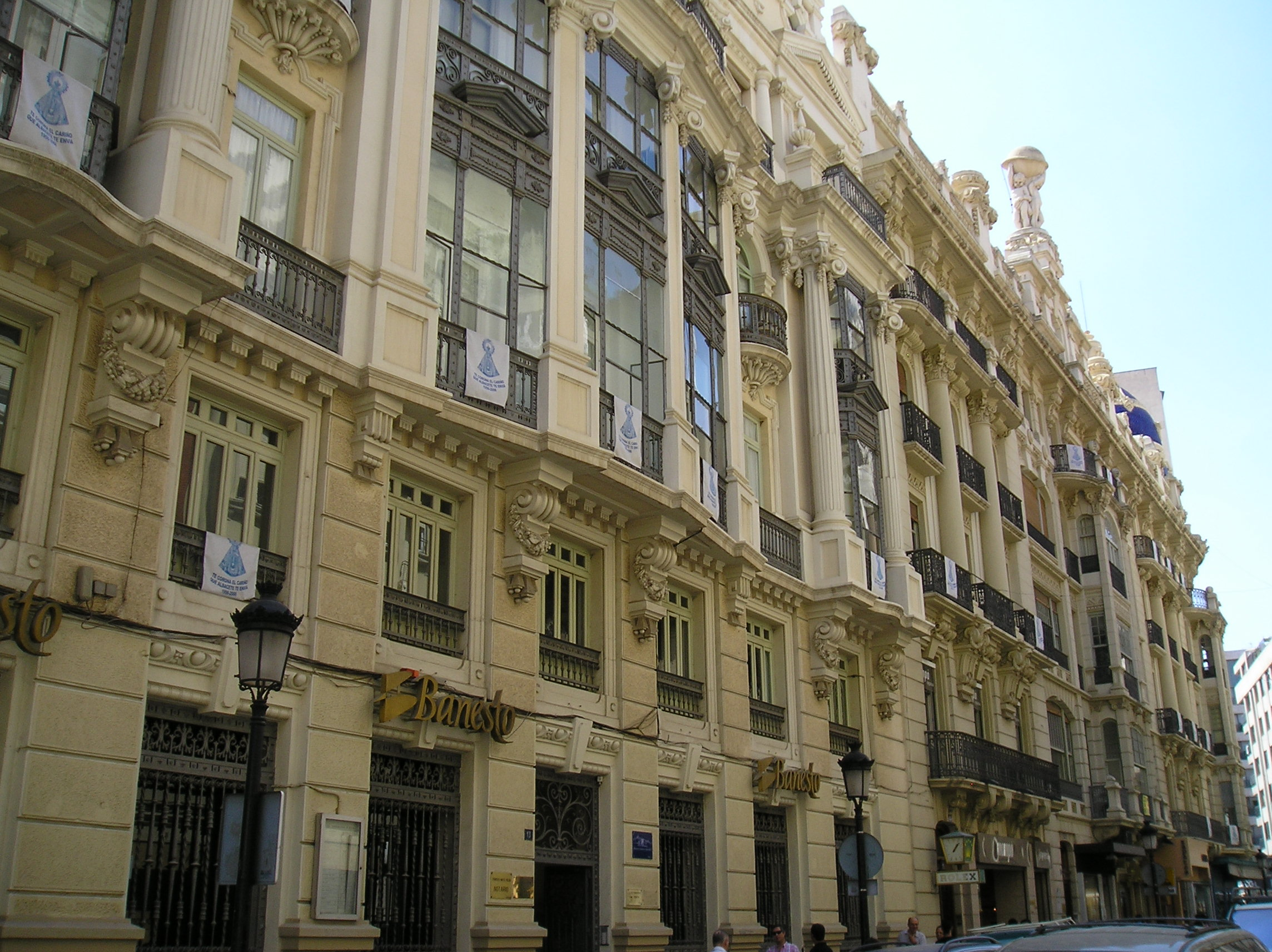
Edificios monumentales de la calle Marqués de Molíns

La vía alberga lugares de gran interés turístico de la capital albaceteña entre los que se encuentran los siguientes:
- Colegio Notarial
- Estatua de la Fe
- Edificio Banesto
- Edificio Bancaja
- Gran Hotel de Albacete
- Chalet Fontecha
- Edificio Val General
- Edificio Calle Ancha
- Edificio Verona
- Casas de Cabot
- Montecasino
- Casino Primitivo de Albacete
- Edificio Legorburo
- Centro Comercial Val General
- Centro Comercial Calle Ancha
- Edificio BBVA
- Consejería de Agricultura de Castilla-La Mancha
- Edificio CCM

La calle ejerce de sede central de importantes compañías entre las que se encuentra Atida Mifarma, de entidades financieras como Globalcaja y de diarios regionales como El Digital de Albacete y La Cerca.